# Rebel·lió irlandesa de 1641
La rebel·lió irlandesa de 1641 (gaèlic irlandès Éirí Amach 1641) va començar com un intent de cop d'estat per l'aristocràcia catòlica que poblava l'illa d'Irlanda, però es va convertir en un conjunt d'actes de violència entre els natius del país i els colons procedents d'Anglaterra i d'Escòcia, la qual cosa va donar al lloc al començament del conflicte conegut com les Guerres Confederades. Va esclatar en la nit del 23 d'octubre de 1641 després d'una successió de situacions de violència i caos que van continuar durant diversos mesos, fins que les classes terratinents, al costat del clergat, van formar la Confederació catòlica en l'estiu de 1642. Un dels principals instigadors del moviment per la supressió del govern anglès va ser Felim O'Neill de Kinard, noble que igual que uns altres terratinents catòlics se sentia amenaçat pels colonitzadors anglesos i escocesos, particularment durant l'administració de Thomas Wentworth, comte de Strafford, Senyor diputat d'Irlanda des de 1633-1640.
Una vegada organitzada la resistència, aquesta confederació es va convertir en el govern de facto en la majoria de l'illa, lliure del control de l'estat anglès, i vagament alineada amb el bàndol reialista en les Guerres de les Tres Nacions. El següent enfrontament va continuar fins a 1650, quan el Nou Exèrcit Model d'Oliver Cromwell va derrotar de forma decisiva als catòlics i als Riealistes i reconquistà el país.

## Causes

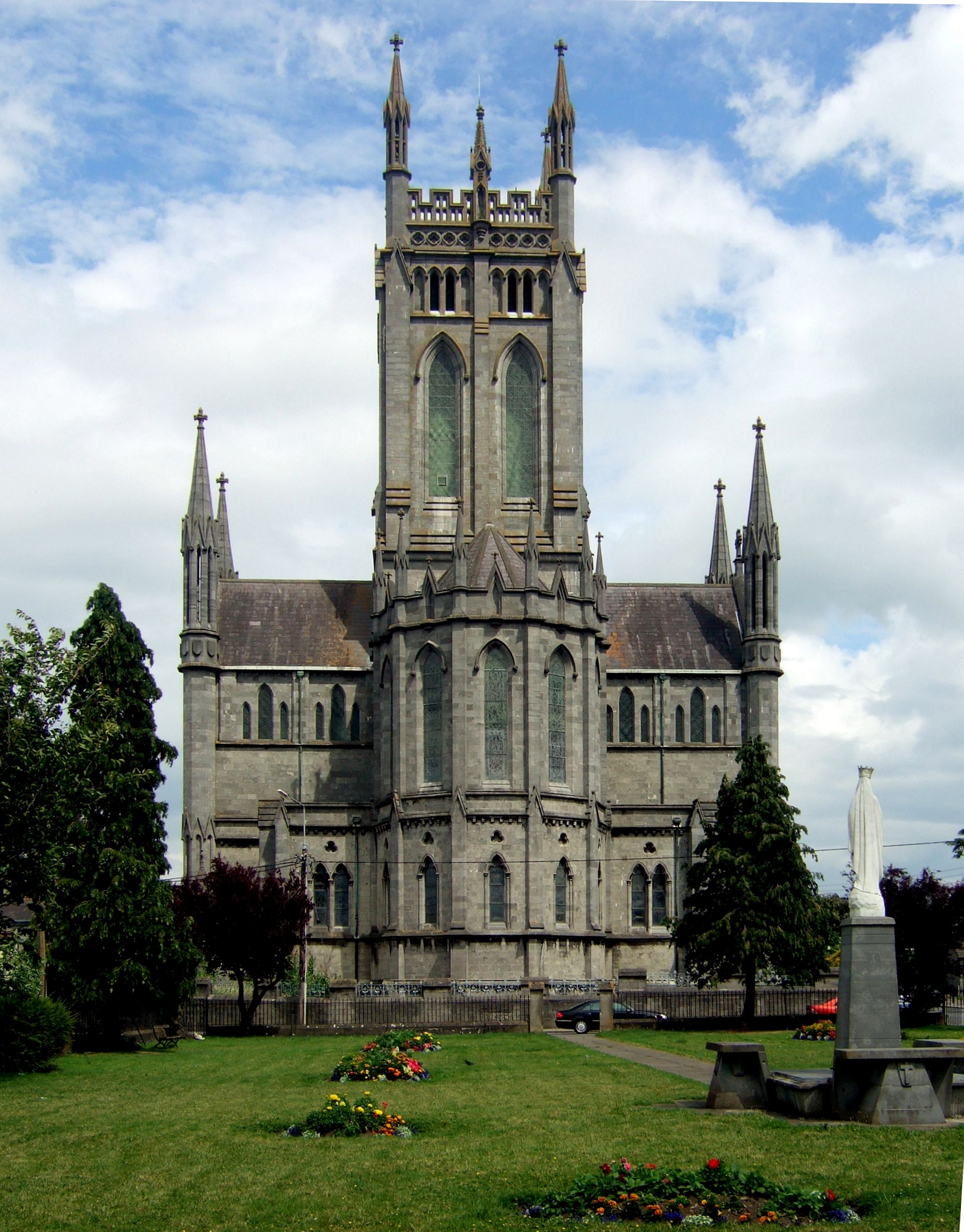
Catedral de Santa Maria a Kilkenny.

L'inici de la insurrecció ho va provocar el temor que els irlandesos sentien davant una imminent invasió per part de les forces anticatòliques del Parlament llarg anglès i dels Covenanters escocesos. Per la seva banda, l'associació dels rebels amb el rei Carles I d'Anglaterra, Escòcia i Irlanda, va promoure el començament de la guerra civil anglesa. Les arrels de la contesa s'assenten en la incapacitat per part de l'estat anglès d'assimilar l'elit nadiua irlandesa durant el despertar de la reconquesta Tudor i de la colonització del país. La població preisabelina es trobava usualment dividida entre irlandesos «vells» (o gaèlics) i «anglesos vells» o descendents dels colons normands medievals. Grups que eren històricament antagonistes, amb zones assentades d'anglesos com la Palissada al voltant de Dublín, al Sud de Wexford i en altres ciutats emmurallades que es van fortificar contra els clans gaèlics rurals. No obstant això, cap al segle xvii, les diferències culturals entre tots dos grups, especialment en les elits socials, van tendir gradualment a desaparèixer. Molts lords anglesos no només parlaven irlandès, sinó que a més van adoptar la poesia irlandesa, la seva música, i els seus costums, raons per les quals van arribar a ser descrits com, «més irlandesos que els mateixos irlandesos» (del llatí «Hibernis ipsis Hiberniores»). Durant aquest període va ser comuna la pràctica de l'exogàmia. En el despertar de l'època isabelina, la població nativa es caracteritzava per professar el catolicisme romà, en contraposició als nous colons anglicans, els presbiterians escocesos, i l'administració anglesa oficial que era protestant. Durant dècades, entre el final de les guerres isabelines de la reconquesta de 1603 i el començament de la rebel·lió de 1641, la posició política dels senyors irlandesos més acabalats es va veure amenaçada pel govern anglès assentat a l'illa.

### Colonitzacions
Durant el segle xvii la conquesta del país va estar marcada per colonitzacions a gran escala, notablement a Ulster i Munster. Van consistir en expropiacions massives de terres a terratinents irlandesos que s'havien rebel·lat contra la corona anglesa, i a vegades dels seus treballadors. Aquests béns van passar a les mans de colonitzadors anglesos o escocesos. Els termes de les expropiacions, particularment a Ulster, van ser molt durs per als nadius: se'ls va prohibir comprar o arrendar terres a la zona colonitzada, i també treballar en aquelles que eren propietat de colones. En 1607, com a resultat d'aquestes accions, es van dissoldre els antics clans irlandesos O'Neills, i O'Donnells; els quals van abandonar l'illa seguint uns altres que ho havien fet anteriorment en la coneguda «Fugida dels Comtes». Molts dels exiliats (Owen Roe O'Neill), van trobar servei entre els mercenaris dels exèrcits catòlics d'Espanya i França. Van formar una comunitat emigrant, militarment hostil al govern anglès de l'illa. El ressentiment que la colonització va causar sobre les gents, va constituir un dels motius principals que van donar lloc a la revolta.

### Religió

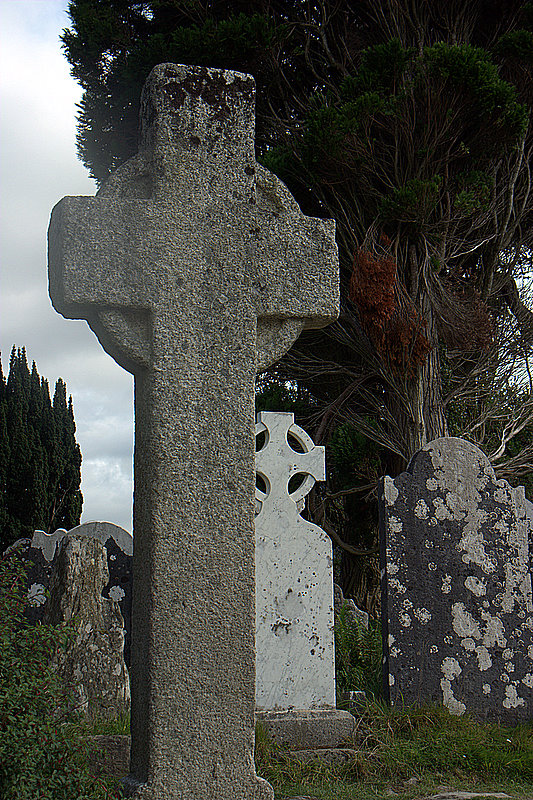
Creu de Sant Kevin.

La majoria de les classes superiors no s'oposaven ideològicament a la sobirania del rei anglès sobre Irlanda, però reivindicaven la seva condició de súbdits complets de la triple monarquia i mantenir la seva prominent posició en la societat. Això no els va ser concedit per dos factors: primer per la seva dissidència religiosa, i segon per l'amenaça de l'extensió de la colonització. La religió oficial dels tres regnes era el protestantisme. No atendre els serveis de l'església protestant era punible amb multes recusants; i la pràctica pública d'una altra religió, punible amb arrest. Els catòlics no podien ostentar alts càrrecs d'estat o servir sota cert rang en l'exèrcit. El consell privat irlandès estava dominat pels angloirlandesos protestants. En 1613 van ajustar la constitució per permetre representants anglesos i escocesos, la qual cosa va resultar en una majoria de protestants en el parlament d'Irlanda. A més, per una ordenança del segle XV (llei de Poyning), els irlandesos van quedar subordinats al parlament anglès. Els protestants dominaven l'administració i aprofitaven totes les oportunitats per confiscar més possessions als nadius, qüestionant els títols que d'aquestes posseïen per així obrir el pas als seus colonitzadors.
En resposta, els irlandesos van proposar el que es va anomenar Les Gràcies, que consistien a apel·lar directament al rei, primer a Jaume I i després a Carles I, sol·licitant plens drets com a súbdits i la tolerància de la seva religió. En diverses ocasions va semblar que era possible un acord, i els monarques van concedir les seves peticions a canvi d'augmentar els imposts. No obstant això, els nadius es van veure decebuts quan després de 1630 en pagar els tributs, Carlos va posposar la implementació efectiva de les seves demandes. Fins i tot a la fi de 1630, Tomás Wentworth, el representant del rei a l'illa, va llançar una nova ronda de colonitzacions.
Amb el pretext de verificar els títols que els nadius posseïen de les seves propietats i així augmentar els seus ingressos, Wentworth va confiscar i va colonitzar terres en Roscommon i Sligo. A més planejava futures colonitzacions a Galway i Kilkenny, dirigides principalment a les famílies dels anglesos vells. No obstant això la rebel·lió va continuar amb la desestabilització de les polítiques angleses i escoceses i l'afeblida posició del rei.

### Conspiració

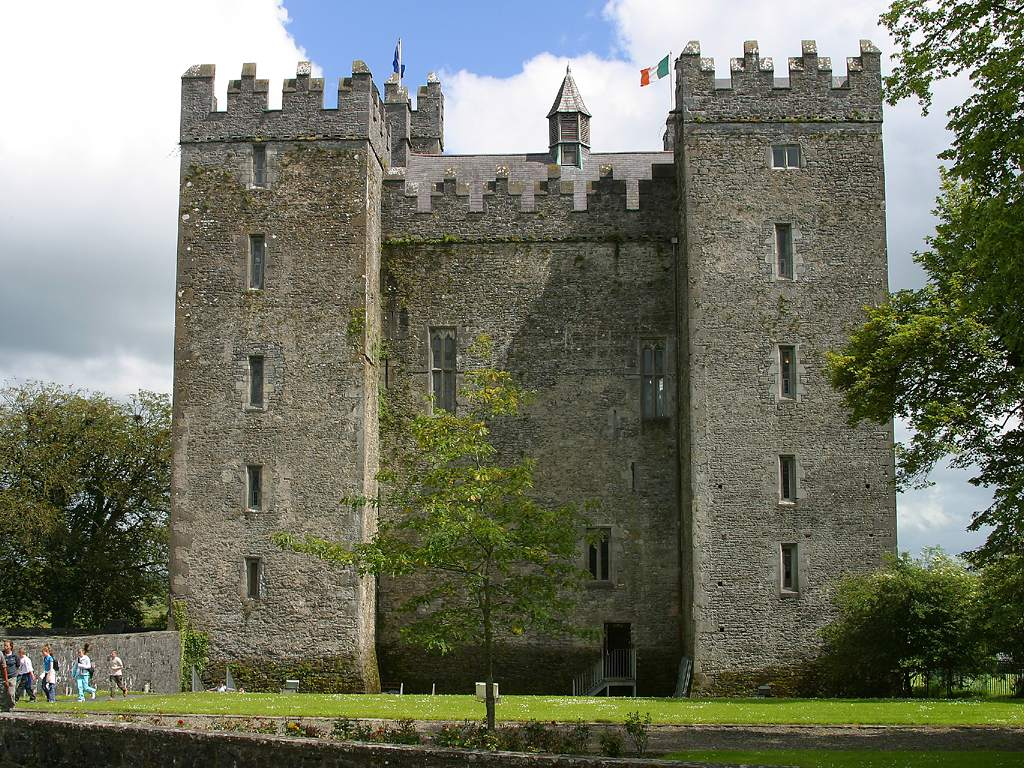
Castell de Bunratty, al comtat de Clare.

Des de 1638 fins a 1640 molts escocesos es van involucrar en les guerres episcopals contra l'intent de Carles I al costat de l'arquebisbe William Laud, de reformar l'església escocesa per unir les seves religions en una, introduint un nou llibre que reemplaçava el Llibre d'oració comuna escocès. L'intent del rei per promoure el catolicisme va desencadenar una sèrie de disturbis que van ocasionar la formació d'una aliança coneguda com el pacte escocès nacional, els quals rebutjaven qualsevol moviment que promogués la religió catòlica i que els allunyés de la seva creença en el presbiterianisme. La temptativa del rei per sufocar la situació va fracassar quan el Parlament llarg anglès, el qual tenia importància religiosa similar a la dels escocesos, va rebutjar votar perquè es paguessin nous impostos per formar un exèrcit. Per contra, Carles I va començar a negociar amb els irlandesos per reclutar un contingent militar que acudís a sufocar la rebel·lió a Escòcia a canvi de la concessió del requeriment que tant temps portaven els catòlics sol·licitant amb la finalitat de poder practicar la seva religió obertament. Als escocesos i als Parlamentaris això els va semblar la confirmació que Carles I era un tirà que volia imposar el catolicisme als seus regnes, i governar de nou sense referència als seus parlaments, tal com havia fet en 1628 fins a 1640. Al principi de 1641, alguns escocesos al costat d'alguns Parlamentaris, fins i tot van proposar envair l'illa per esmorteir el catolicisme organitzat i així assegurar-se que cap exèrcit irlandès pogués desembarcar a Anglaterra.
Tement la situació i volent aprofitar l'oportunitat, un petit grup de cacics irlandesos van concebre un pla per prendre el castell de Dublín i controlar altres importants ciutats. Van decidir donar un petit cop en nom del rei per prevenir una possible invasió i forçar-lo a concedir-los les seves peticions. En 1640–1641, Carles va fracassar en el seu intent de derrotar els escocesos a causa que els seus ministres es trobaven sota pressió del Parlament curt i del parlament llarg i la seva aparent debilitat va donar lloc al fet que la població nativa pensés que una rebel·lió tindria èxit.

### Economia
L'economia també va contribuir en l'esclat de la rebel·lió. En la dècada de 1630 els interessos havien arribat a ascendir fins a un 30% anual, la qual cosa, unit a l'escassetat de les collites, va arrossegar al país a una recessió. Alguns líders, com Felim O'Neill i Rory O'Moore, es trobaven enormement endeutats i corrien el risc de perdre les seves terres en favor dels creditors. L'escassetat de la collita va afectar també a la ramaderia, i els nadius van haver d'enfrontar-se a l'augment de cost dels lloguers. Motiu que va agreujar el desig popular d'expulsar els colonitzadors, i que va contribuir a la multiplicació dels atacs cap a ells en els inicis de la revolta.

## La rebel·lió
Els planificadors de la insurrecció van ser un petit grup de terratinents, principalment gaèlics, que procedien de la intensament colonitzada província de l'Ulster. D'acord amb la seva estratègia, Hugh MacMahon i Conor Maguire havien d'apoderar-se del castell de Dublín, mentre que Felim O'Neill i Rory O'Moore haurien de prendre Derry i altres ciutats septentrionals. El pla, que s'anava a executar el 23 d'octubre de 1641, depenia gairebé exclusivament del factor sorpresa, a causa de l'escàs poder militar dels rebels. Confiaven a controlar diversos objectius el temps suficient per poder dur a terme les seves demandes en la resta del país. De totes maneres, el pla per aprofitar-se d'adquirir poder amb sang es va enfonsar quan les autoritats de Dublín van ser informades del complot per part d'un protestant anomenat Owen O'Connolly i van arrestar Maguire i MacMahon. Mentrestant O'Neill va prendre amb èxit diversos forts al nord de l'illa, al·legant que actuava en nom del rei. Tots aquests esdeveniments van escapar ràpidament al control dels qui els havien instigat. Les autoritats angleses de Dublín van reaccionar a la revolta i la van caracteritzar com «La conspiració més detestable i deslleial efectuada per alguns papistes irlandesos afectats pel mal», i van al·legar que pretenia «realitzar una massacre general de tots els habitants anglesos i protestants». Els anglesos van respondre enviant tropes sota el comandament dels comandants Charles Coote i William St Leger (tots dos colonitzadors protestants) a zones que es trobaven en poder dels rebels, als comtats de Wicklow i Cork respectivament. Les seves expedicions es caracteritzaven pel que l'historiador modern Padraig Lenihan ha anomenat «brutalitat excessiva i indiscriminada contra la població catòlica general», causes que van contribuir a provocar que aquesta s'adherís a la rebel·lió.
D'altra banda, el desglossament de l'autoritat estatal a Ulster va impulsar una nova fornada d'atacs generals de nadius contra anglesos. Inicialment, els rebels no van atacar als colonitzadors escocesos, però en continuar la rebel·lió, aquests es van convertir també en blanc d'atacs. Felim O'Neill i altres capdavanters insurgents van tractar de parar els atacs, però van ser incapaços de controlar als camperols locals. Una font catòlica contemporània (encara que hostil), conta que O'Neill es va esforçar a contenir a la torba dels freqüents actes salvatges de saqueig i assassinats que posteriorment van perpetrar, i que també li van donar a la seva empresa un caràcter odiós i, en opinió dels seus compatriotes, com d'estrangers; però que el curs de la rampinya, una vegada en marxa, no havia de ser interrompuda.
Durant mesos es van expandir els alçaments comunals per la resta del país. Molts Lords catòlics que havien perdut terres o temien ser-ne desposseïts, es van unir a la revolta i van participar en les conteses contra els colonitzadors. No obstant això, en aquest punt, les escaramuses consistien majoritàriament en linxaments i saqueig de béns que no pas en assassinats. L'historiador Nicholas Canny escriu que, «la majoria dels insurgents semblaven ansiosos per obtenir una resolució immediata de les seves dificultats econòmiques, confiscant les propietats de qualsevol dels colonitzadors». Els atacs populars no finalitzaven normalment amb pèrdues de vides, els insurgents no es proposaven posar fi a la vida de les seves víctimes. De totes maneres, sempre resultaven fatídics, ja que els rebels es veien embolicats en confrontacions cara a cara amb persones que coneixien des de feia temps. Una ofensiva típica consistia en un grup que assetjava una família protestant, i els exigia a punta de ganivet que lliuressin totes les seves pertinences. Les matances ocorrien quan els protestants es resistien.
Les motivacions populars per declarar-se en rebel·lia eren massa complexes. Entre els nadius, existia el desig de revertir les colonitzacions; es va informar que els rebels d'Ulster deien que «Les terres eren seves i que les havien perdut els seus pares». Un altre dels factors desencadenants va consistir en l'agut antagonisme cap a la cultura i la llengua anglesa, que havia estat imposada al país. Per exemple, els rebels del comtat de Cavan van prohibir l'ús de la llengua anglesa, i van decretar que els topònims havien de reemplaçar-se pel seu nom original en gaèlic. Un tercer factor va consistir en l'antagonisme religiós. Els rebels es van identificar conscientment com a catòlics i van justificar l'alçament com a mesura defensiva contra l'amenaça protestant que fomentava l'extirpació de la religió catòlica. Els rebels de Cavan van declarar que «ens alcem per la nostra religió perquè van penjar als nostres sacerdots a Anglaterra».
L'historiador Brian MacCuarta va escriure que «Fa temps que l'animositat contra el clergat protestant es basa en la imposició de l'església estatal, des de la seva creació feia trenta anys abans». La ferocitat irlandesa contra els protestants estava alimentada per l'excepcional riquesa que posseïa l'església a l'Ulster en la Irlanda contemporània. També existien casos de pura violència religiosa, on es va atacar nadius irlandesos que eren protestants i on també va haver-hi colonitzadors catòlics que es van unir a la rebel·lió.

## Massacres d'Ulster
Hi ha controvèrsia en el nombre de colons assassinats durant els primers mesos de l'alçament, la qual cosa és tema de debat. Els primers fulls de ma parlamentàries asseguraven que havien estat assassinats al voltant de 200.000 colons. De fet, recerques recents suggereixen que el nombre és bastant més modest, entre uns 4.000 aproximadament, encara que molts milers van ser expulsats de les seves llars. S'estima que van perdre la vida al voltant d'uns 12.000 protestants en total, la majoria de fred o de malaltia després d'haver estat expulsats de les seves cases i abandonats en la profunditat de l'hivern.
Al llarg del país, i durant tota la rebel·lió, es van intensificar els atacs cap als colonitzadors. Al començament consistien en apallissaments i saquejos, la qual cosa va evolucionar cap a incendis de llars i expulsió de colones, i finalment en assassinats - la majoria a Ulster. L'historiador Nicolás Canny postula que al novembre de 1641, es va produir una escalada de violència després d'un assalt rebel infructuós a Lisnagarvey, després del qual els colonitzadors van matar a centenars d'insurgents capturats. Canny va escriure que, «el sagnant esperit que tenien els colonitzadors a venjar-se quan van guanyar davantera en la batalla, semblava haver fet tal profunda impressió en els insurgents que, segons comenta un declarant, la matança dels anglesos podria estar datada des d'aquest trobada». Després de la batalla, els colonitzadors de Portadown van ser presos en captivitat i assassinats en el pont del poble (Vegeu la massacre de Portadown). A la rodalia de la parròquia de Kilmore, els irlandesos van cremar tant homes com dones i nens, fins que van morir en les barraques en què els havien tancat. Recents recerques han mostrat que van ser assassinades al voltant de 1.250 persones, una quarta part de la població protestant del comtat d'Armagh, només durant els primers mesos de la rebel·lió. Una altra recerca moderna ha identificat tres punts negres de matances de colonitzadors al comtat de Tyrone, prop de Kinard, un dels pitjors, on en última instància van assassinar la majoria de les famílies britàniques que s'hi trobaven assentades.
Alguns historiadors moderns han debatut que les matances de 1641 van tenir un poderós impacte entre els colons protestants. La doctora Mary O'Dowd va dir que «És molt difícil veure les conseqüències a llarg termini de la colonització sense prendre en consideració les implicacions a llarg termini de la rebel·lió: perquè durant l'hivern, les massacres van ser realment dramàtiques per a la comunitat protestant i perquè a llarg termini van deixar cicatrius entre la comunitat».
Algues escrits contemporanis representen l'esclat de la contesa com una sorpresa total, declaren «Que es va concebre entre nosaltres i mai sentim que ens donés coces al ventre, ni ens fes lluitar en néixer.» No obstant això, després de l'altercat, molts protestants van adoptar l'actitud de desconfiar de la permanent tranquil·litat dels nadius. La narrativa protestant com a pla preconcebut per massacrar-los es va forjar en les deposicions, una col·lecció d'informes fets per les víctimes que es van assemblar entre 1641 i 1655, i que ara es troben al Trinity College de Dublín, articulats en un llibre publicat per John Temple en 1646, titulat La rebel·lió irlandesa. Molts colons van massacrar als catòlics quan van tenir oportunitat, particularment en 1642-43, quan un exèrcit covenanter escocès va arribar a l'Ulster. L'historiador William Hartpole Lecky va concloure que «és difícil saber en quin costat reposa el balanç de la crueltat».
Entre els incidents més prominents es trobava la matança de presoners natius en els boscos de Kilwarlin, prop de Newry, i la posterior massacre de presoners catòlics i civils a la mateixa ciutat. Trevor Royle destaca James Turner, qui en les seves memòries va informar que després de l'escaramussa dels boscos de Kilwarlin, als presoners irlandesos els despatxaven d'un tret al cap i sense donar-los treva, però els informes d'altres dos testimonis, (una carta de Roger Pike i els informes del comandant protestant Robert Monro), no esmenten cap matança de presoners. Turner va anotar en les seves memòries que l'endemà els soldats anglesos van entrar a Newry i van capturar el seu castell, després de la capitulació dels soldats catòlics i dels comerciants locals que s'havien apostat als bancs del riu, i que «cadascun d'ells van ser aniquilats... sense cap procés legal».
El comandant Covenanter Duncan Campbell d'Auchinbreck, va encoratjar als seus soldats a matar als catòlics del clan MacDonald a l'illa de Rathlin, parents propers del seu clan enemic a les terres escoceses, i van llançar despietadament a les seves dones pels penya-segats, que van morir estavellades contra les roques. El nombre de víctimes d'aquesta matança s'ha estimat entre 100 i 3.000.
En 1642 quan Owen Roe O'Neill va arribar a Ulster per posar-se al comandament de les forces catòliques, va aconseguir controlar en certa manera la matança generalitzada de civils i va penjar diversos protestants que havien atacat la població civil. Després d'aquests successos la guerra va continuar sent brutal, però tant O'Neill com el comandant escocès Robert Munro van lluitar adoptant un codi de conducta que havien après sent soldats professionals en el continent europeu.
Les matances comeses per tots dos bàndols van intensificar a llarg termini l'animositat sectària que es va originar en les colonitzacions. Al 2008 encara poden observar-se els seus efectes, especialment a Irlanda del Nord. Les amargors i massacres conseqüència de les colonitzacions segueixen percebent-se a Irlanda. Durant 200 anys els protestants d'Ulster van commemorar l'aniversari de la rebel·lió cada 23 d'octubre. Segons l'historiador Padraig Lenihan, «la celebració va col·laborar a afirmar la solidaritat comunal, i a emfatitzar la necessitat de vigilància implacable; percebien que les masses de catòlics que els envoltaven eren i sempre serien enemics cruels i irregenerables». En els estendards de l'orde d'Orange encara existeixen imatges representatives de morts de protestants. Fins i tot avui, es pensa que les matances van ser un exemple de genocidi. De fet, si la xifra de 12.000 morts fos exacta, representaria menys del 10% de la població colonitzadora britànica a l'illa, encara que a l'Ulster la ràtio de morts de la població de colons hauria estat una miqueta més gran, és a dir, del voltant d'un 30%.

## Guerra civil i Confederació
Des de 1641 fins a 1642 les escaramusses les perpetraven petites bandes locals que organitzaven els Lords, o entre homes de la població local que atacaven a civils i a grups religiosos d'ètnia oposada. Al començament, molts dels catòlics de classe superior, van renegar unir-se a la revolta, especialment la comunitat dels vells anglesos, però la majoria d'ells van acabar unint-se sis mesos després. Van actuar així per tres raons.
La primera d'elles va consistir en el reclutament d'unitats armades per part dels lords i els terratinents per a controlar la violència que s'apoderava del país, tement que una vegada s'haguessin marxat els colonitzadors es giressin contra ells també. En segon lloc, el parlament anglès que governava a l'illa va constatar que assumia la responsabilitat de l'enfrontament, i de les matances de colons als irlandesos catòlics rebels i que els castigaria conforme l'acta dels Aventurers. En tercer lloc, al començament semblava que els rebels aconseguirien tenir èxit després de vèncer a les forces governants de Julianstown, però quan van fallar a prendre la rodalia de Drogheda, el sentiment es va esvair. En aquells dies els lords anglesos que estaven assentats a la Palissada ja s'havien declarat ells mateixos en rebel·lió.
A principis de 1642 hi havia quatre concentracions principals de forces rebels:
- A Ulster, sota el comandament de Felim O'Neill.
- A la Palissada, sota el comandament del vescomte de Gormanston.
- Al sud-est, comandada per la família Butler, particularment Lord Mountgarret.
- Al sud-oest, dirigida per Donagh MacCarthy, vescomte de Muskerry.

Els colonitzadors van reclutar la seva pròpia milícia a les zones en les quals s'havien concentrat: al voltant de Cork, de Dublín, de Carrickfergus, i de Derry; i van aconseguir retenir les forces rebels. Carles I, inicialment hostil cap als insurgents, va enviar un gran exèrcit a Dublín per revoltar-los. El parlament escocès enviament també un contingent armat a l'Ulster per defensar als seus compatriotes. No obstant això, l'inici de la guerra civil anglesa va evitar una ràpida derrota dels rebels irlandesos. Entre altres coses, el parlament anglès no confiava en Carles I com a comandant de l'exèrcit que s'havia d'enviar a Irlanda, tement que posteriorment l'utilitzés contra ells. Al començament de la guerra civil a Anglaterra, el govern anglès va retirar milícies de l'illa i va declarar l'estat militar a les zones que controlava.
Els nadius van aprofitar l'ocasió per organitzar-se i crear la Confederació que consistiria en l'esforç guerrer de la població, la qual es va instigar pel clergat catòlic, i per magnats nouvinguts com el vescomte Gormanstown i Lord Mountgarret. A l'estiu de 1642, la revolta es va convertir en una guerra convencional entre els irlandesos que controlaven dues terceres parts del país, i pels enclavaments britànics d'Ulster, de Dublín, dels voltants de Cork i de Munster. El següent període, conegut com a Irlanda Confederada, va consistir en una aliança de nadius al costat del bàndol reialista a canvi de la promesa d'autogovern i plens drets a practicar el catolicisme, després de finalitzar la guerra. Finalment van ser derrotats per regiments de l'Exèrcit Parlamentari Nou Model, des de 1649 fins a 1653, moment en el qual les possessions terrenals del país van passar exclusivament a les mans de colons protestants.